# Gökçeören, Kula
Gökçeören là một thị trấn thuộc huyện Kula, tỉnh Manisa, Thổ Nhĩ Kỳ. Dân số thời điểm năm 2011 là 2.593 người.